# Yandro Quintana
Yandro Miguel Quintana Ribalta (* 30. November 1980 in Ciego de Ávila) ist ein ehemaliger kubanischer Ringer. Er war 2004 Olympiasieger im freien Stil im Federgewicht.

## Werdegang
Yandro Quintana begann im Alter von 8 Jahren im Jahre 1988 mit dem Ringen. Nach ersten nationalen Erfolgen wurde er zum kubanischen Spitzenclub Cerro Pelado Cuba Havanna delegiert und dort von Filiberto Delgado trainiert. In der kubanischen Nationalstaffel kam noch Arturo Yanez als Trainer hinzu. Der 1,62 Meter große Athlet rang im Bantam- und Federgewicht und nur im freien Stil. Er studierte in Havanna Sport.
Der erste Auftritt von Yandro Quintana bei einer internationalen Meisterschaft erfolgte im Jahr 1998 bei den Welt-Jugendspielen in Moskau. Er kam dort in der Gewichtsklasse bis 42 kg Körpergewicht auf den 6. Platz. Ein Jahr später gewann er bei der Junioren-Weltmeisterschaft in Sydney mit einem dritten Platz im Bantamgewicht bereits seine erste Medaille.
Ab dem Jahre 2000 startete er dann bis zum Jahre 2008 regelmäßig bei fast allen großen internationalen Meisterschaften und konnte dabei viele Siege und Medaillengewinne einheimsen. Sein erster Sieg gelang ihm bereits 2000, als er in Cali (Kolumbien) Panamerikanischer Meister im Bantamgewicht vor dem US-Amerikaner Eric S. Guerrero und dem Kanadier Guivi Sissaouri wurde. Zu einem Einsatz bei den Olympischen Spielen 2000 in Sydney kam er aber noch nicht.
Den Titel des panamerikanischen Meisters verteidigte er im Jahre 2001 in Santo Domingo. Er siegte dort wieder im Bantamgewicht vor Arnel Kernizan de Jesus aus Puerto Rico und Chris Feeger aus den Vereinigten Staaten. Bei der Weltmeisterschaft dieses Jahres in Sofia kam er mit drei Siegen bis in das Viertelfinale, in dem er aber gegen den Mongolen Ojuunbilegiin Pürewbaatar unterlag und damit den 7. Platz belegte.
Im Jahre 2002 wurde Yandro Quintana in Maracaibo erneut panamerikanischer Meister. Er siegte im Federgewicht vor Saeed Azarbayjani aus Kanada und Danny Felix aus den Vereinigten Staaten. Bei der Weltmeisterschaft 2002 in Teheran gelang ihm nur ein Sieg über Ryosuke Ota aus Japan. Er erreichte damit nur den 12. Platz. 2003 siegte er dann in Santo Domingo auch bei den Pan Amerikanischen Spielen im Federgewicht vor Guivi Sissaouri und Eric S. Guerrero. Kurz danach gelang ihm dann in New York der erste Medaillengewinn bei einer Weltmeisterschaft. Nach Siegen über so renommierte Gegner wie Anatoli Guidea aus Bulgarien, Wassyl Fodoryschyn aus der Ukraine, Tevfik Odabaşı aus der Türkei und Song Jae-Myung aus Südkorea unterlag er erst im Finale gegen Arif Abdullayev aus Aserbaidschan knapp mit 1:2 Runden (3:4 techn. Punkte).
2004 siegte Yandro Quintana in Guatemala-Stadt erneut bei den Panamerikanischen Meisterschaften im Federgewicht vor Clint Musser aus den Vereinigten Staaten und Jonathan Rodriguez aus Puerto Rico. Zum Höhepunkt seiner Laufbahn wurden dann die Olympischen Spiele dieses Jahres in Athen. Mit Siegen über Iwan Djorew aus Bulgarien, Sushil Kumar aus Indien, Dawid Pogosjan aus Georgien, Wassyl Fedoryschyn und Masoud Mostafa Jokar aus dem Iran gewann er in überlegenem Stil die olympische Goldmedaille.
Bei der Weltmeisterschaft 2005 in Budapest gelang es Yandro Quintana nicht, erstmals auch Weltmeister zu werden. Er besiegte dort zwar Kenichi Yumoto aus Japan, Tevfik Odabaşı, Ojuunbilegiin Pürewbaatar und Morad Mohammadi aus dem Iran, unterlag aber im Endkampf gegen Alan Dudajew aus Russland knapp mit 1:2 Runden (4:5 techn. Punkte) und musste sich wie schon 2003 mit dem Vize-Weltmeistertitel begnügen. Bei der Weltmeisterschaft 2006 in Guangzhou unterlag er in der 3. Runde dem neuen russischen Star Mawlet Batirow, wobei seine Niederlage mit 0:2 Runden und 0:3 techn. Punkten ziemlich klar war, schied damit aus und erreichte nur den 9. Platz.
Im Jahre 2007 gewann Yandro Quintana in Rio de Janeiro bei den Pan Amerikanischen Spielen erneut im Federgewicht durch einen Sieg über den Vize-Weltmeister von 2006 Mike Zadick aus den Vereinigten Staaten. Er ist seitdem mit sechs Siegen bei Panamerikanischen Meisterschaften und Pan Amerikanischen Spielen alleiniger Rekordinhaber. Bei der Weltmeisterschaft 2007 war er nicht am Start.
Im Jahre 2008 musste er sich erst für die Olympischen Spiele dieses Jahres in Peking qualifizieren. Ihm gelang dies eindrucksvoll mit einem Sieg beim Qualifikationsturnier in Martigny/Schweiz, wo er im Federgewicht vor Selimchan Chusseinow aus Aserbaidschan und Morad Mohammadi siegte. Bei den Olympischen Spielen in Peking siegte er in seinem ersten Kampf über Qin He aus China, verlor dann aber seinen nächsten Kampf wieder gegen Mawlet Batirow, gegen den er dieses Mal aber eine Runde gewinnen konnte. Da Batirow das Finale erreichte, erhielt Yandro Quintana die Chance, in der Trostrunde weiterkämpfen zu können. Er unterlag hier allerdings gegen Selimchan Chusseinow mit 0:2 Runden. Er selbst und das kubanische Ringerlager war allerdings der Meinung, dass er in diesem Kampf benachteiligt wurde, was zu seiner Niederlage führte.
Im Dezember 2008 gab er im kubanischen Fernsehen bekannt, dass er seine Ringerlaufbahn wegen einer hartnäckigen Schulterverletzung beenden müsse. Später begann er eine neue Laufbahn als Trainer.

## Internationale Erfolge
| Jahr | Platz | Wettbewerb                                                              | Gewichtsklasse | |
| 1998 | 6.    | Welt-Jugendspiele in Moskau                                             | bis 42 kg KG   | Sieger: Dilshod Mansurov, Usbekistan vor Kim Nam Chol, Nordkorea |
| 1999 | 3.    | Junioren-WM in Sydney                                                   | Bantam         | hinter Mehdi Nikranseh, Iran u. Iosif Momsedlidse, Kasachstan |
| 2000 | 2.    | Welt-Cup in Fairfax                                                     | Feder          | hinter Cary J. Kolat, USA, vor Selimchan Achmadow, Russland u. Akbar Behtari, Iran                                                                                        |
| 2000 | 1.    | Panamerikanische Meisterschaft in Cali                                  | Bantam         | vor Eric S. Guerrero, USA u. Guivi Sissaouri, Kanada |
| 2000 | 14.   | Junioren-WM in Nantes                                                   | Bantam         | nach Niederlage gegen Serat Ferat, Bulgarien u. Sieg über Enshallah Hosseini Sarangkeh, Iran                                                                              |
| 2001 | 1.    | Panamerikanische Meisterschaft in Santo Domingo                         | Bantam         | vor Arnel Kernizan de Jesus, Puerto Rico u. Chris Fleeger, USA |
| 2001 | 7.    | WM in Sofia                                                             | Bantam         | mit Siegen über Hy Dong Dang, Vietnam, Song Jae-Myung, Südkorea u. Behnam Tayebi Kermani, Iran u. einer Niederlage gegen Ojuunbilegiin Pürewbaatar, Mongolei              |
| 2002 | 1.    | Panamerikanische Meisterschaft in Maracaibo                             | Feder          | vor Saeed Azarbayjani, Kanada u. Danny Felix, USA |
| 2002 | 12.   | WM in Teheran                                                           | Feder          | mit einem Sieg über Ryosube Ota, Japan u. einer Niederlage gegen Aram Margarjan, Armenien                                                                                 |
| 2003 | 1.    | Pan Amerikanische Spiele in Santo Domingo                               | Feder          | vor Guivi Sissaouri u. Eric S. Guerrero |
| 2003 | 2.    | WM in New York                                                          | Feder          | mit Siegen über Anatoli Guidea, Bulgarien, Wassyl Fedoryschyn, Ukraine, Tevfik Odabaşı, Türkei u. Song Jae-Myung u. einer Niederlage gegen Arif Abdullayev, Aserbaidschan |
| 2004 | 1.    | Canada-Cup in Guelph                                                    | Feder          | vor Shinya Odate, Japan, Sayed Azarbayjani u. John Pineda, bde. Kanada |
| 2004 | 1.    | Panamerikanische Meisterschaft in Guatemala-Stadt                       | Feder          | vor Clint Musser, USA u. Jonathan Rodriguez, Puerto Rico |
| 2004 | Gold  | OS in Athen                                                             | Feder          | mit Siegen über Iwan Djorew, Bulgarien, Sushil Kumar, Indien, Dawid Pogosjan, Georgien, Wassyl Fedoryschyn u. Masoud Mostafa Jokar, Iran                                  |
| 2005 | 2.    | „Iwan-Yarigin“-Turnier in Krasnojarsk                                   | Feder          | hinter Alan Dudajew und vor Ramazan Satirow u. Eldar Misirow, alle Russland                                                                                               |
| 2005 | 3.    | Cerro Pelado-International in Sancti Spíritus                           | Feder          | hinter Youly Bonne, Kuba u. Stephen Abbas, USA |
| 2005 | 3.    | „Ali-Aliew“-Memorial in Machatschkala                                   | Feder          | hinter Alan Dudajew u. Mawlet Batirow, beide Russland |
| 2005 | 1.    | „Schamil-Umachanow“-Memorial in Khassavyurt                             | Feder          | vor Martin Berberjan, Armenien u. Adam Batirow, Russland |
| 2005 | 1.    | Welt-Cup in Taschkent                                                   | Feder          | vor Artisch Tambulak, Russland u. Behnam Tayebi Kermani |
| 2005 | 2.    | WM in Budapest                                                          | Feder          | mit Siegen über Kenichi Yumoto, Japan, Tevfik Odabaşı, Ojuunbilegiin Pürewbaatar u. Morad Mohammadi, Iran und einer Niederlage gegen Alan Dudajew                         |
| 2006 | 2.    | „Yasar-Dogu“-Memorial in Istanbul                                       | Feder          | hinter Tevfik Odabaşı u. vor Sukru Gocer u. Arif Kama, alle Türkei |
| 2006 | 2.    | Welt-Cup in Sari/Iran                                                   | Feder          | hinter Morad Mohammadi u. vor Juri Semankin, Ukraine u. Ramil Islamow, Russland                                                                                           |
| 2006 | 1.    | Centralamerikanische u. karibische Meisterschaft in Cartagena/Kolumbien | Feder          | vor Anendy Navarro, Dom. Rep. u. Blademir Hernandez, Venezuela |
| 2006 | 9.    | WM in Guangzhou/China                                                   | Feder          | mit Siegen über Qin He, China u. Petru Toarcă, Rumänien u. einer Niederlage gegen Mawlet Batirow, Russland                                                                |
| 2007 | 1.    | Swiss-Cup in Martigny                                                   | Feder          | vor Anatoli Guidea, Didier Païs, Frankreich u. Reneo Montero, Kuba |
| 2007 | 1.    | Grosser Preis von Deutschland in Leipzig                                | Feder          | vor Petru Toarcă, Rumänien u. Bazar Bazargurujew, Kirgisistan |
| 2007 | 1.    | Pan Amerikanische Spiele in Rio de Janeiro                              | Feder          | vor Mike Zadick, USA u. Tomas Solorzano, Venezuela |
| 2008 | 1.    | Grosser Preis von Spanien in Madrid                                     | Feder          | vor Sezar Akgul, Türkei u. Witali Korjakin, Tadschikistan |
| 2008 | 1.    | Olympia-Qualif.-Turnier in Martigny                                     | Feder          | vor Selimchan Chusseinow, Aserbaidschan u. Morad Mohammadi, Iran |
| 2008 | 8.    | OS in Peking                                                            | Feder          | mit einem Sieg über Qin He, China u. Niederlagen gegen Mawlet Batirow u. Selimchan Chusseinow                                                                             |

Anm.: Bantamgewicht, bis 2001 bis 58 kg, seit 2002 bis 55 kg Körpergewicht, Federgewicht, bis 2001 bis 63 kg, seit 2002 bis 60 kg Körpergewicht